# Christophe Gibelin
Christophe Gibelin (Ganges, 31 mei 1967) is een Franse striptekenaar en schrijver van stripverhalen. Hij is ook medewerker van het tijdschrift Le Fana de l'Aviation.

## Biografie
Christophe Gibelin doorliep de Kunstacademie in Nîmes, en vervolgde daarna de school voor Schone kunsten in Angoulême in 1988, met als afstudeerrichting fotografie. Hier leerde hij Claire Wendling kennen, een medestudent, met wie hij de stripreeks de lichten van de Amalou maakte. Van deze reeks verschenen vijf albums. Naar eigen zeggen is hij geïnspireerd door cartoonisten als Albert Brenet of Jijé.

## Series
- De lichten van de Amalou :
  - Théo - tekeningen Claire Wendling ;
  - De harlekijn - tekeningen Claire Wendling;
  - Het gewrongen dorp - tekeningen Claire Wendling;
  - Gouals - tekeningen Claire Wendling;
  - As - tekeningen Claire Wendling.

- Le Traque mémoire, niet verschenen in Nederlands taalgebied :
  - Tome 1 - Sanitas - tekeningen Stéphane Servain ;
  - Tome 2 - Alice - tekeningen Stéphane Servain.

- Vuurboot :
  - De Zoutbloem - tekeningen Dominique Hérolet ;
  - Ahez - tekeningen Dominique Hérolet ;
  - Veillée d'armes - tekeningen Dominique Hérolet, niet verschenen in Nederlands taalgebied ;
  - Le dernier pas - tekeningen Dominique Hérolet, niet verschenen in Nederlands taalgebied.

- Les Ailes de plomb, niet verschenen in Nederlands taalgebied :
  - Tome 1 - Vol de nuit - tekeningen Nicolas Barral ;
  - Tome 2 - Le Vol du Balbuzard - tekeningen Nicolas Barral ;
  - Tome 3 - L'Affaire est dans le lac - tekeningen Nicolas Barral ;
  - Tome 4 - Résurrection - tekeningen Christophe Gibelin ;
  - Tome 5 - Dog for Fresco - tekeningen Christophe Gibelin.

- Schaduwland :
  - Ogen van steen - tekeningen Benoît Springer ;
  - Breuklijnen - tekeningen Benoît Springer ;
  - Nimf - tekeningen Benoît Springer.

- Le Vieux Ferrand, niet verschenen in Nederlands taalgebied :
  - Tome 1 - Le Dernier des fils - tekeningen d'Aris ;
  - Tome 2 - La Tournée du facteur - tekeningen d'Aris ;
  - Tome 3 - Des feux croisés - tekeningen d'Aris.

- Typhoon :
  - Deel 1 - scenario en tekeningen van Christophe Gibelin
  - Deel 2 - scenario en tekeningen van Christophe Gibelin

- Bibliothèque nationale de France: cb122194604 (data)
- Gemeinsame Normdatei: 138285497
- International Standard Name Identifier: 0000 0001 2025 7004
- Library of Congress Control Number: nb2006000161
- Nationale Bibliotheek van Tsjechië: jo20010091999
- Nederlandse Thesaurus van Auteursnamen: 093640420
- Système universitaire de documentation: 030864542
- Virtual International Authority File: 51739909